# Viborg HK
Viborg HK (of Viborg Håndbold Klub) is een handbalvereniging uit de Deense stad Viborg. Zowel het eerste damesteam als het eerste herenteam komt uit in de hoogste divisie van de nationale clubcompetitie, respectievelijk de GuldBageren Ligaen en de CBB Mobil Ligaen. De dames worden gecoacht door Jakob Vestergaard en de heren door Søren Hildebrand.

## Clubgeschiedenis
Viborg HK is opgericht in 1936, maar het duurde tot 1989 voordat het damesteam onder leiding van Ulrik Wilbek promoveerde naar de hoogste divisie in de Deense competitie. Vanaf dat moment eindigde dames 1 steevast in de top en werd veelvuldig kampioen. Het herenteam bereikte de eredivisie in 1999, maar is aanzienlijk minder succesvol dan het damesteam. In 2003/2004 moest heren 1 na te zijn gedegradeerd zelfs een jaar in de eerste divisie spelen.

## Prestaties

### Dames
De dames van Viborg HK wonnen tot op heden 12 maal de clubcompetitie (1994, 1995, 1996, 1997, 1999, 2000, 2001, 2002, 2004, 2006, 2008, 2009 en 2010) en 7 maal de beker (1993, 1994, 1996, 2003, 2006, 2007 en 2008). Ook op Europees niveau telt het team mee. In 2006, 2009 en 2010 wonnen de dames de EHF Champions League en in 1994, 1999 en 2004 de EHF Cup.

### Heren
De heren van Viborg HK werden in 2007 tweede in de nationale clubcompetitie en derde in 2000. De beste Europese prestatie is het behalen van de achtste finale van de EHF Cup in 2005/2006. Tevens wonnen zij in 2004 de Limburgse Handbal Dagen, waar er in de finale met 38-29 werd gewonnen van IFK Skövde.

## Selecties
1. Mathilde Juncker ·
6.  Moa Høgdahl ·
9.  Mathilde Rivas Toft ·
11.  Melissa Petrén ·
12. Anna Kristensen ·
13. Laura Holm ·
14.  Tonje Enkerud ·
19. Sara Hald ·
21. Signe Vetter Laursen ·
22. Lærke Nolsøe ·
23. Thilde Frandsen ·
24.  Charité Mumbongo ·
25. Maria Fisker ·
26.  Emilie Hovden ·
27.  Kerstin Kündig ·
31. Ida-Marie Dahl ·
Coach: Jakob Vestergaard
1.  Emma Friberg ·
6.  Moa Høgdahl ·
7. Stine Andersen ·
9.  Mathilde Rivas Toft ·
10. Kristina Jørgensen  ·
11. Line Haugsted ·
12. Anna Kristensen ·
13. Laura Holm ·
14.  Tonje Enkerud ·
19. Sara Hald ·
21. Signe Vetter Laursen ·
22. Lærke Nolsøe ·
23. Thilde Frandsen ·
25. Maria Fisker ·
29. Camilla Fangel ·
31. Ida-Marie Dahl ·
Coach: Jakob Vestergaard

Resultaten: 2e plaats Damehåndboldligaen – 1/2 finale Santander Cup - 2e plaats EHF European League
4. Laura Damgaard ·
6.  Moa Høgdahl ·
7. Stine Andersen ·
8.  Carin Strömberg  ·
10. Kristina Jørgensen ·
11. Line Haugsted ·
13.  Madeleine Östlund ·
14. Amalie Grøn Hansen ·
16. Anna Kristensen ·
21. Majbritt Toft Hansen ·
22. Pauline Bøgelund ·
25. Maria Fisker ·
31. Ida-Marie Dahl ·
54.  Marianne Haugsted ·
55.  Emma Friberg ·
56. Thilde Frandsen ·
Coach: Jakob Vestergaard

Resultaten: Finale Damehåndboldligaen – 1/4 finale Santander Cup - 3e ronde EHF European League
4. Laura Damgaard ·
6.  Moa Høgdahl ·
7. Stine Andersen ·
8.  Carin Strömberg ·
10. Kristina Jørgensen ·
11. Line Haugsted ·
13.  Madeleine Östlund ·
14. Amalie Grøn Hansen ·
16. Anna Kristensen ·
21. Majbritt Toft Hansen ·
22. Pauline Bøgelund ·
24. Josephine Nordstrøm ·
25. Maria Fisker ·
31. Ida-Marie Dahl ·
54. Marianne Haugsted ·
62. Anne Sofie Filtenborg ·
Coach: Jakob Vestergaard

Resultaten: 3e plaats Damehåndboldligaen – 1/4 finale Santander Cup
1.  Hanna Daglund ·
6.  Moa Høgdahl ·
7. Stine Andersen ·
8.  Carin Strömberg ·
9. Stine Bodholt Nielsen ·
10. Kristina Jørgensen ·
11. Line Haugsted ·
12. Rikke Poulsen ·
14. Amalie Grøn Hansen ·
22. Pauline Bøgelund ·
23. Ann Grete Nørgaard ·
24. Josephine Nordstrøm ·
31. Ida-Marie Dahl ·
43. Anne Hykkelbjerg ·
45. Marie Høgh-Poulsen ·
62. Anne Sofie Filtenborg ·
93. Line Uno ·
Coach: Jakob Vestergaard

Resultaten: 7e plaats Damehåndboldligaen – 1/4 finale Santander Cup – 1/2 finale EHF Cup
1.  Hanna Daglund ·
3. Nikoline Lundgreen ·
5. Signe Hald ·
8.  Carin Strömberg ·
9. Stine Bodholt Nielsen ·
10. Kristina Jørgensen ·
11. Line Haugsted ·
12. Rikke Poulsen ·
14. Amalie Grøn Hansen ·
17.  Nataša Nolevska ·
21. Mathilde Storgaard ·
22. Sidsel Bodholt Nielsen ·
23. Ann Grete Nørgaard ·
24. Josephine Nordstrøm ·
43. Anne Hykkelbjerg ·
44. Clara Høgh-Poulsen ·
45. Marie Høgh-Poulsen ·
62. Anne Sofie Filtenborg ·
93. Line Uno ·
99.  Sanne van Olphen ·
Coach: Allan Heine

Resultaten: 3e plaats Damehåndboldligaen – 1/4 finale Santander Cup – 1/2 finale EHF Cup
1. Mie Sørensen ·
3. Nikoline Lundgreen ·
4.  Marie-Paule Gnabouyou ·
8.  Carin Strömberg ·
9. Stine Bodholt Nielsen ·
11. Line Haugsted ·
12. Rikke Poulsen ·
13.  Siri Seglem ·
14. Amalie Grøn Hansen ·
16. Signe Brun ·
21. Mathilde Storgaard ·
22. Sidsel Bodholt Nielsen ·
23. Ann Grete Nørgaard ·
24. Josephine Nordstrøm ·
26. Louise Bager Due ·
28. Sarah Paulsen ·
44. Clara Høgh-Poulsen ·
47. Karen Nørgaard ·
93. Line Uno ·
Coach: Allan Heine

Resultaten: 4e plaats Damehåndboldligaen – 3e plaats Santander Cup – 3e kwalificatieronde EHF Cup
2. Rikke Skov ·
3. Nikoline Lundgren ·
4.  Marie-Paule Gnabouyou ·
8. Kirsten Balle ·
10. Sille Thomsen ·
12. Rikke Poulsen ·
13.  Siri Seglem ·
16. Signe Brun ·
17. Simone Böhme ·
19. Louise Lyksborg ·
21. Mathilde Storgaard ·
22. Sidsel Bodholt Nielsen ·
23. Ann Grete Nørgaard ·
24. Ditte Kelså ·
28. Sarah Paulsen ·
30.  Barbara Bognár ·
93. Line Uno ·
Coach: Allan Heine

Resultaten: 4e plaats Damehåndboldligaen – finale Santander Cup – 1/4 finale EHF Champions League
1.  Chana Masson de Souza ·
2. Rikke Skov ·
6. Mette Gravholt ·
8.  Mouna Chebbah ·
9.  Isabelle Gulldén  ·
10. Sille Thomsen ·
11.  Sanja Damnjanovic ·
12. Rikke Poulsen ·
15. Sarah Andreassen ·
16. Signe Brun ·
18. Mette Thyrsted ·
19. Louise Lyksborg ·
25. Maria Fisker ·
27. Louise Burgaard ·
28. Sarah Paulsen ·
29. Cecilie Dalmose ·
Coach: Lars Friis Hansen

Resultaten: 4e plaats Damehåndboldligaen – 1/2 finale DHF's Landspokalturnering – 1/4 finale EHF Champions League
1.  Chana Masson de Souza ·
2. Rikke Skov ·
3.  Marit Malm Frafjord ·
4.  Linnea Torstensson ·
5.  Anne Kjersti Suvdal ·
8.  Mouna Chebbah ·
9.  Isabelle Gulldén  ·
10.  Amanda Kurtović ·
11.  Sanja Damnjanovic ·
15. Sabine Pedersen ·
17. Josefine Orby Poulsen ·
18. Mette Thyrsted ·
19. Louise Lyksborg ·
23.  Cléopâtre Darleux ·
23. Signe Hald ·
25. Maria Fisker ·
27. Louise Burgaard ·
Coach: Christian Dalmose

Resultaten: kampioen Damehåndboldligaen – winnaar Nordea Cup – 2e kwalificatieronde EHF Champions League – winnaar EHF Beker voor Bekerwinnaars
2. Rikke Skov ·
3.  Marit Malm Frafjord ·
6. Pernille Holst Larsen ·
7.  Anita Bulath ·
8.  Mouna Chebbah ·
9.  Isabelle Gulldén ·
0.  Amanda Kurtović ·
11.  Holly Lam-Moores ·
12. Søs Søby ·
15. Sabine Pedersen ·
19. Louise Lyksborg ·
22.  Johanna Ahlm ·
23.  Cléopâtre Darleux ·
25. Maria Fisker ·
Coach: Christian Dalmose

Resultaten: 3e plaats Damehåndboldligaen – 1/4 finale Nordea Cup – groepsfase EHF Champions League – finale EHF Beker voor Bekerwinnaars
1. Louise Bager Due ·
2. Rikke Skov ·
3.  Marit Malm Frafjord ·
4.  Grit Jurack ·
6. Pernille Holst Larsen ·
7.  Pia Hildebrand ·
8.  Mouna Chebbah ·
9.  Isabelle Gulldén ·
10. Henriette Mikkelsen  ·
13.  Cristina Vărzaru ·
14. Camilla Mikkelsen ·
16. Christina Pedersen ·
18. Julie Aagaard ·
22.  Johanna Ahlm ·
23.  Anja Althaus ·
25. Maria Fisker ·
Coach: Martin Albertsen

Resultaten: 2e plaats Damehåndboldligaen – winnaar Nordea Cup – groepsfase EHF Champions League – finale EHF Beker voor Bekerwinnaars
1. Louise Bager Due ·
2. Rikke Skov ·
3.  Marit Malm Frafjord ·
4.  Grit Jurack ·
5.  Gorica Aćimović ·
7.  Pia Hildebrand ·
8.  Mouna Chebbah ·
9.  Carmen Andreea Amarei ·
10. Henriette Mikkelsen  ·
13.  Cristina Vărzaru ·
14. Camilla Hornbech Mikkelsen ·
16. Christina Nimand Pedersen ·
18.  Maja Savic ·
22.  Johanna Ahlm ·
23.  Anja Althaus ·
Coach: Mette Klit

Resultaten: 3e plaats Damehåndboldligaen – winnaar Nordea Cup – groepsfase EHF Champions League – 1/8 finale EHF Beker voor Bekerwinnaars
1. Louise Bager Due ·
2. Rikke Skov ·
3.  Chao Zhai ·
4.  Grit Jurack ·
5.  Gorica Aćimović ·
7. Gitte Aaen ·
9.  Nora Reiche ·
10. Henriette Mikkelsen  ·
11. Lene Lund Nielsen ·
13.  Cristina Vărzaru ·
14.  Kristine Lunde ·
15. Ann Grete Nørgaard ·
16.  Katrine Lunde Haraldsen ·
17.  Bojana Popovic ·
19.  Monika Kovacsicz ·
23.  Anja Althaus ·
25. Maja Struntze Torp ·
 Olga Assink ·
Coach: Jakob Vestergaard

Resultaten: kampioen Damehåndboldligaen – 1/4 finale Nordea Cup – winnaar EHF Champions League